# Warner (Dakota del Sud)
Warner és una població dels Estats Units a l'estat de Dakota del Sud. Segons el cens del 2000 tenia 419 habitants.

## Demografia
Segons el cens del 2000, Warner tenia 419 habitants, 144 habitatges, i 115 famílies. La densitat de població era de 539,3 habitants per km².
Dels 144 habitatges en un 49,3% hi vivien nens de menys de 18 anys, en un 66% hi vivien parelles casades, en un 6,9% dones solteres, i en un 20,1% no eren unitats familiars. En el 19,4% dels habitatges hi vivien persones soles el 5,6% de les quals corresponia a persones de 65 anys o més que vivien soles. El nombre mitjà de persones vivint en cada habitatge era de 2,91 i el nombre mitjà de persones que vivien en cada família era de 3,25.
Per edats la població es repartia de la següent manera: un 35,3% tenia menys de 18 anys, un 5,7% entre 18 i 24, un 30,5% entre 25 i 44, un 20,8% de 45 a 60 i un 7,6% 65 anys o més.
L'edat mediana era de 32 anys. Per cada 100 dones de 18 o més anys hi havia 100,7 homes.
La renda mediana per habitatge era de 46.667 $ i la renda mediana per família de 52.000 $. Els homes tenien una renda mediana de 30.156 $ mentre que les dones 18.625 $. La renda per capita de la població era de 15.417 $. Entorn del 4,7% de les famílies i el 5,6% de la població estaven per davall del llindar de pobresa.

## Poblacions més properes
El següent diagrama mostra les poblacions més properes.